# 短頭肖孔海龍魚
短頭肖孔海龍魚（学名：Siokunichthys breviceps），為輻鰭魚綱棘背魚目海龍魚科的其中一種，分布於西印度洋的莫三比克及西太平洋的印尼、菲律賓及澳洲昆士蘭等海域，體長可達15公分，棲息在礫石底質的礁石區。